# Paul Burgess (musicien)
Pour les articles homonymes, voir Paul Burgess et Burgess.
Paul Burgess (né le 28 septembre 1950 à Manchester, Angleterre), est un batteur de rock anglais, connu pour son travail avec un large éventail de groupes britanniques de rock et de folk-rock. En plus d'un travail intensif en session, il a été membre officiel de 10cc, Jethro Tull, Camel, Magna Carta et The Icicle Works.

## Carrière
Burgess commence à jouer de la batterie en 1965 et joue dans le groupe de quatre musiciens de Stockport des années 60, Axis, qu'il quitte en juillet 1971. Il rejoint ensuite 10cc sur leur tournée britannique de 1973 et joue ensuite avec le groupe sur la plupart de leurs tournées  jusqu'en 1983.
Il joue sur l' album 10cc Live: King Biscuit Flower Hour enregistré en 1975 et rejoint officiellement 10cc en tant que batteur, percussionniste et claviériste occasionnel en 1976 après le départ de Kevin Godley et Lol Creme. Son premier album studio avec le groupe est Deceptive Bends, qui comprend les succès The Things We Do for Love, Good Morning Judge et People in Love. Lors de la tournée de 10cc de 1977, Burgess est rejoint à la batterie par Stuart Tosh. Burgess continue sa collaboration avec 10cc sur leurs albums Bloody Tourists (1978), Look Hear? (1980) et Dix sur 10 (1981). Paul joue également de la batterie sur la bande originale d' Animalympics de Graham Gouldman (1980) et les deux premiers albums solo d' Eric Stewart ; la bande originale du film français Girls (1980) et Frooty Rooties (1982).
Burgess devient ensuite membre de The Invisible Girls, un groupe qui soutient le poète performeur d'influence punk, John Cooper Clarke, sur plusieurs de ses enregistrements de la fin des années 70 et du début des années 80. Burgess quitte temporairement le groupe en 1980 et est remplacé par le batteur de Buzzcocks, John Maher, pour l'album Pauline Murray and The Invisible Girls, sur lequel le groupe emploie l'ex-chanteuse punk Pauline Murray.
Il est également membre du groupe folk-rock Magna Carta pour un album, Midnight Blue de 1981. Après la sortie de cet album, Magna Carta se sépare pendant plusieurs années.
L'année suivante, en 1982, Burgess est brièvement membre de Jethro Tull, en remplacement de Gerry Conway et tourne à travers l'Europe et l'Amérique du Nord avec le groupe. Il est le batteur de l'album A Classic Case du London Symphony Orchestra, qui comprend également le reste des membres actuels de Jethro Tull. Burgess est remplacé par Doane Perry en 1984.
Burgess retrouve 10cc pour leur tournée de 1983, après laquelle le groupe se sépare.
En 1984, Burgess devient membre du groupe de rock progressif Camel, en remplacement de Stuart Tosh, qui a également été membre du 10cc. Il y reste pour un album studio (Stationary Traveller) et un album live ( Pressure Points: Live in Concert) avant la dissolution du groupe en 1985.
À peu près à la même époque, Burgess est le batteur de session (mais pas un membre officiel du groupe) du groupe pop The Colourfield, jouant de la batterie sur pratiquement toutes les pistes de leur premier album de 1985, Virgins & Philistines.
En 1986, il part en tournée avec Joan Armatrading et revient en tant que membre de Magna Carta réformé. À la fin des années 1980, Burgess tourne également avec une gamme d'artistes, dont le revivaliste glam-rocker / rockabilly Alvin Stardust et la chanteuse disco Gloria Gaynor.
En 1990, Burgess remplace le batteur Zak Starkey dans une version tardive du groupe de rock new-wave The Icicle Works. Il enregistre un album, 1990's Permanent Damage, avant que le groupe ne se sépare.
En 1992, Camel se reforme avec Burgess à la batterie. Il y reste jusqu'en 1993, enregistrant un album studio Dust and Dreams (1991) et un album live Never Let Go (1992) avec le groupe. À peu près à la même époque, Burgess travaille sur le premier album de Jynine James, qui inclut également Peter Frampton à la guitare solo.
Burgess rejoint ensuite le groupe de musiciens R&B de Chris Farlowe en 1995 et travaille régulièrement avec eux pendant la décennie suivante. En 2000, Burgess retrouve à nouveau 10cc pour une série de concerts.
En 2003, en plus des concerts semi-réguliers avec Farlowe et 10cc, Paul Burgess joue de la batterie avec The Soul Company (un groupe dirigé par Dave Sharp, anciennement de The Alarm ), ainsi que Then Came The Wheel, un groupe composé de plusieurs vétérans de la scène folk rock britannique. 
Au milieu des années 2000, Burgess commence également à jouer et à tourner avec le groupe basé à Stockport, The Removal Men. Plus récemment, il travaille et joue en tant que membre du groupe anglais Katy Lied, dont l'album, Late Arrival sort en 2008.
En 2013, Burgess rejoint le Midnite Johnny Band.
En 2017, Burgess se joint au bassiste Rick Kemp et au guitariste Ken Nicol pour former le trio, Burgess, Nicol and Kemp.

## Discographie sélective

### 10CC
- 1977 : Deceptive Bends
- 1978 : Bloody Tourists
- 1980 : Look Hear?
- 1981 : Ten Out of 10

- 1996 : King Biscuit Flower Hour (concert live aux États-Unis en 1975)

### Graham Gouldman
- 1980 : Animalympics

### Eric Stewart
- 1980 : Girls
- 1982 : Frooty Rooties

### The Invisible Girls
- 1978 : Disguise in Love
- 1980 : Snap, Crackle & Bop

### Magna Carta
- 1981 : Midnight Blue

### Jethro Tull
- 1982 : A classic case (avec le  London Symphony Orchestra)

### Camel
- 1984: Stationary Traveller

- 1984 : Pressure Points: Live in Concert
- 1991 : Dust and Dreams
- 1992 : Never Let Go (live)

### The Colourfield
- 1985 : Virgins & Philistines

### The Icicle Works
- 1990 : 1990's Permanent Damage

### Jynine James
- 1993 : No Reason (single)

### Katy Lied
- 2008 : Late Arrival